# Truyền thông Nga

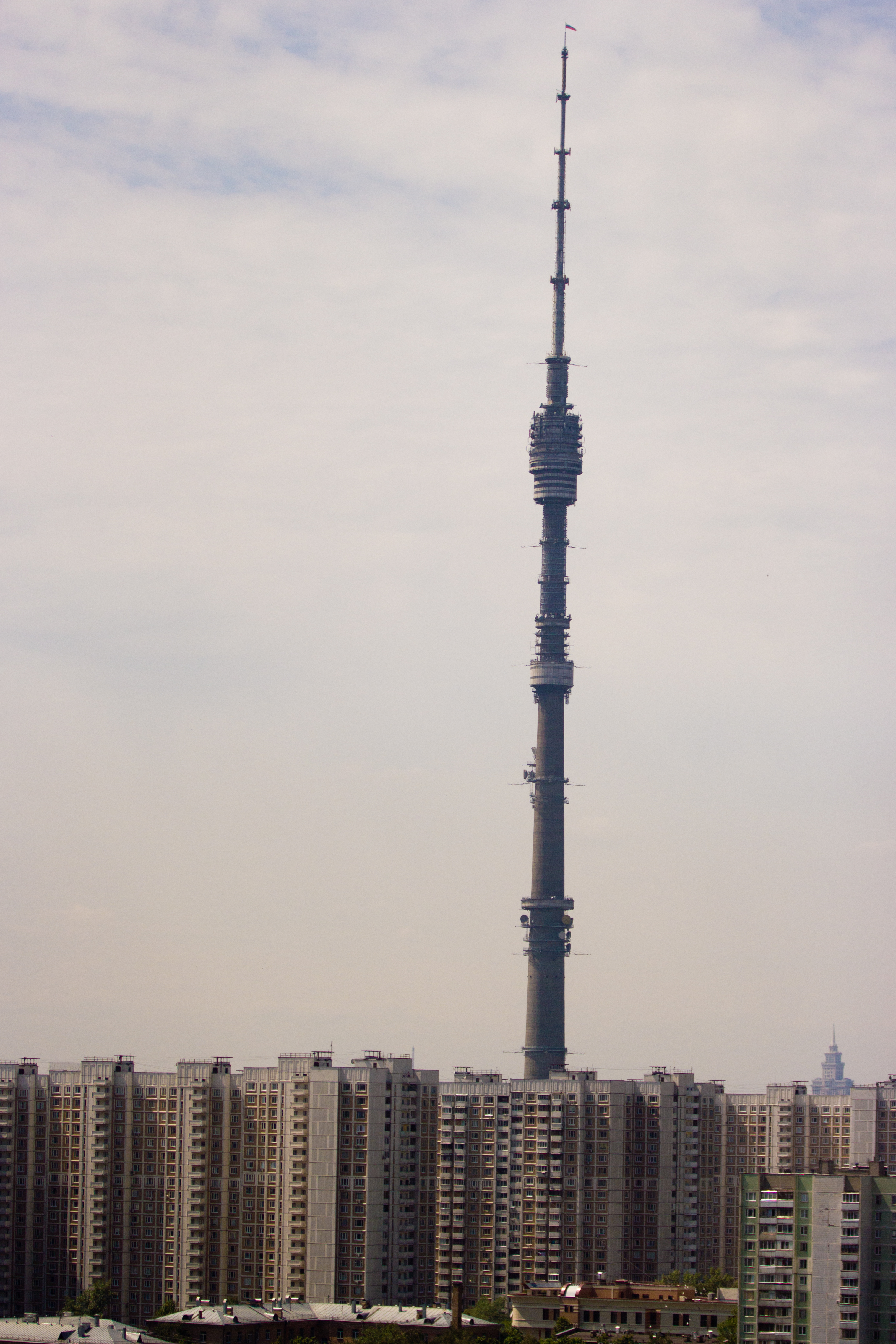
Tháp Ostankino tại Moscow

Truyền thông Nga là tên gọi ngành truyền thông của Liên bang Nga.

## Quan điểmbáo chíNgavề một số vấn đề củabáo chí

### Về quyền lực củabáo chí
Trong hệ thống quan hệ quyền lực của xã hội, báo chí có một vai trò đặc biệt. Báo chí có sức lan toả, có sức tác động mạnh mẽ đến toàn bộ các tầng lớp nhân dân, toàn bộ các lĩnh vực của đời sống. Quyền lực của báo chí có lúc còn vượt qua các quyền lực của chính trị và kinh tế. Quyền lực đó đến từ đâu?
Quan điểm của nhà lý luận Nga Prôkhôrốp cho rằng: báo chí thực hiện ý chí và quyền lực của nhân dân và một nền báo chí dựa vào nhân dân là một nền báo chí mạnh và dân chủ.

### Nhiệm vụ của nền báo chí Nga
Vẫn là nhà lý luận Prôkhôrốp, trong tài liệu "Cơ sở lý luận của báo chí", đã khẳng định: "Các phương tiện thông tin đại chúng là một lực lượng đoàn kết mọi người, hành động vì lợi ích của nhân dân, phục vụ những nhu cầu kinh tế, chính trị, văn hoá, xã hội của nhân dân".

### Chính sách củaNhà nước Liên bang Ngavề hoạt động báo chí
Chính sách của Nhà nước Nga dựa trên cơ sở nhu cầu thông tin trong một xã hội dân chủ và đảm bảo thực hiện những chuẩn mực đạo đức trong hoạt động thực tiễn báo chí.
Hoạt động báo chí là hệ thống quan hệ:
Giữa nhà nước và các phương tiện thông tin đại chúng: xác định khối lượng và tính chất của sự tham gia của nhà nước vào hoạt động thông tin đại chúng. Có một hệ thống các cơ quan nhà nước được lập ra để thực hiện các chính sách của nhà nước trong lĩnh vực báo chí. Nhà nước cũng kiểm soát hoạt động báo chí bằng nhiều hình thức.
Giữa người sáng lập và các nhà báo.
Giữa các nhà báo và các đối tượng trong tác phẩm của họ.
Giữa các phương tiện thông tin đại chúng và các thiết chế xã hội: các thiết chế xã hội có quyền trả lời khi báo chí có ý kiến đề cập, nhưng không có trách nhiệm phản ứng khi bị báo chí phê phán, trừ khi có sự cho phép của Tổng thống mới có báo cáo phản biện. Trong khi đó nhà báo cũng phải chịu trách nhiệm về tội vu khống và lăng mạ nếu đưa tin sai sự thật.
Giữa các phương tiện thông tin đại chúng và các công dân: chính sách này của Nhà nước Nga có nhiều hạn chế, chỉ quy định chung chung "công dân có quyền tích cực thu thập những thông tin chính xác" mà bỏ qua nhiều quyền lợi của công chúng.
Giữa các phương tiện thông tin đại chúng với nhau.
Giữa các phương tiện thông tin đại chúng và các nguồn tin: báo chí có các quyền rộng rãi trong việc thu thập thông tin, báo chí dân chủ hoạt động công khai, cởi mở.

### Những phẩm chất nghề nghiệp của nhà báo
Lòng đam mê nghề nghiệp
Năng lực: mức độ sắc bén, chiều sâu, việc nắm vững các kỹ năng cần thiết trên cơ sở kiến thức và kinh nghiệm
Kiến thức bách khoa về các lĩnh vực khác nhau
Kiến thức nghề nghiệp báo chí.
Lập trường xã hội – thế giới quan, lập trường chính trị – xã hội, hệ thống quan điểm và định hướng: đây là "hạt nhân" của nhân cách nhà báo chuyên nghiệp.
Tính ổn định xã hội – thế giới quan thể hiện ra như là tính nguyên tắc của nhà báo.
Một số phẩm chất đạo đức:
Cẩn trọng, tỉnh táo
Dũng cảm, bản lĩnh
Tò mò
Nhân hậu, vị tha, cảm thông
Dễ gần, dễ tiếp xúc

## Nền báo chí Nga

### Báo in
Nền báo in Nga ra đời từ cuối thế kỷ 17 đầu thế kỷ 18.
Hiện nay, những tờ báo nổi tiếng và có số lượng phát hành cao ở Nga là những tờ báo ngày như: Komsomolskaya Pravda (http://www.kp.ru), Moskovsky Komsomolets (http://www.mk.ru), và Argumenty i Fakty (http://www.aif.ru). Đây là những tờ báo giải trí với đa số các bài viết là các bài quảng cáo và PR. Một tờ báo khác cũng có số lượng phát hành rất cao là tờ Trud.
Còn trong những tờ báo chất lượng cao thì nổi tiếng nhất là Vedomosti (http://www.vedomosti.ru), Kommersant (http://www.kommer- Lưu trữ ngày 20 tháng 2 năm 2017 tại Wayback Machine sant.ru và một phiên bản bằng tiếng Anh phát hành trên mạng http://www.kommersant.com) và Izvestia (http://www.izvestia.ru).

### Truyền hình
Truyền hình là ngành truyền thông có ảnh hưởng mạnh mẽ nhất tại Nga. Hai đài truyền hình chính là ORT và RTR. Chính phủ sở hữu phần lớn cổ phần ở hai đài truyền hình này. Mặc dù vậy hai đài này vẫn có những ý kiến chỉ trích, châm biếm các chính sách của Chính phủ.
Một đài truyền hình khác là NTV, đài truyền hình đã từng rất lớn mạnh ở Liên bang Nga dưới sự nắm quyền của Tập đoàn MOST. Nhưng sau một giai đoạn khủng hoảng về tài chính và phải đối mặt với nguy cơ phá sản thì NTV, nay đã đổi chủ, không còn được như xưa.
TV6 - một đài truyền hình Nga đã bị Chính quyền Nga đóng cửa vào năm 2002 và chủ của nó thì bỏ chạy sang Anh – nay đã chuyển thành một Đài Thể thao (Sport Channel) và thay đổi nội dung chương trình từ nhạc opera và các talkshows sang chủ đề thể thao với hình ảnh các vận động viên thể thao.
Một đài truyền hình chính thức của Matxcơva và là một đài truyền hình khá thú vị - Kultura (Văn hoá) – ra đời với mục đích thúc đẩy văn hoá và giáo dục thông qua phương tiện thông tin đại chúng. Các đài truyền hình giải trí của Nga là REN TV, TNT, STS, Muz TV và MTV. Trong số đó REN TV được đánh giá cao nhất, bởi đài này thường hay chiếu nhiều bộ phim đặc sắc.
Cách duy nhất để xem được các kênh truyền hình tiếng Anh ở Nga là phải kết nối với các vệ tinh hoặc với các nhà cung cấp truyền hình qua vệ tinh (chẳng hạn Kosmo TV hay Divo TV ở Matxcơva). Nếu bạn muốn kết nối vệ tinh cho riêng tivi nhà bạn, bạn sẽ phải trả phí cài đạt là 500 đôla. Còn nếu bạn kết nối qua nhà cung cấp, bạn sẽ phải trả 100 đôla phí cài đặt và tiền thuê bao mỗi tháng là 20 đôla. Một số kênh truyền hình nước ngoài được yêu thích nhất là CNN, BBC World News, Bloomberg, Discovery và Euronews.

### Phát thanh
Phương tiện thông tin đại chúng rất phổ biến ở Nga từ thời Liên Xô cho đến ngày nay. Mỗi gia đình ở Nga đều có ít nhất một chiếc rađiô và chắc chắn là bắt được sóng của đài AM. Tuy nhiên nước Nga rất rộng lớn và vì vậy, tần số sóng của các đài phát thanh là khác nhau ở các khu vực khác nhau trên toàn Liên bang Nga. Ví dụ như tần số sóng của FM là từ 60 đến 108 tuỳ khu vực. Phát thanh ở Nga còn phát triển ở cả trên mạng Internet.

## Nền báo chí Liên Xô

### Báo in
Nền báo chí XHCN rất phát triển dưới sự chỉ đạo và kiểm soát của Đảng Cộng sản và Chính quyền Xô Viết.

#### Số lượng phát hành
Vào năm 1988 nền báo chí Xô Viết phát hành khoảng 8000 tờ báo ngày với gần 60 ngôn ngữ khác nhau, với một số lượng phát hành lên đến 170 triệu bản Ttính theo bản tiếng Nga).

#### Đội ngũ nhà báo
Hầu hết tất cả những nhà bình luận và biên tập báo chí Liên Xô đều là đảng viên Đảng Cộng sản và là thành viên của Hiệp hội nhà báo Liên Xô, tổ chức gồm khoảng 74.000 nhà báo. Đến năm 1988, có 80% số nhà báo là đảng viên Đảng Cộng sản. Bởi vậy, nền báo chí Liên Xô là nền báo chí XHCN.
Đảng Cộng sản Xô Viết rất đề cao việc giáo dục nghiệp vụ để đào tạo nên những nhà báo tài năng và có bản lĩnh chính trị vững vàng. Các lĩnh vực đào tạo rất đa dạng từ phóng viên báo viết đến phát thanh và truyền hình, phóng viên báo ảnh và biên tập văn học, nghệ thuật. Trường Đại học Matxcơva là nơi đã đạo nên nhiều nhà báo xuất chúng của nền báo chí XHCN Liên Xô. Vào những năm cuối thập kỷ 80, trường có khoảng 2500 sinh viên theo học báo chí. Bên cạnh những kiến thức chuyên ngành báo chí, sinh viên còn được đào tạo về Đảng Cộng sản Liên Xô. Một số môn học trong đào tạo báo chí ở Nga như sau: Lý thuyết và thực hành của báo chí Đảng Cộng sản, Lịch sử nền báo chí Cộng sản, Truyền hình và Phát thanh, Làm phim và biên tập – xuất bản, Báo chí và Văn học nước ngoài, Báo chí và Văn học Nga, Tu từ trong ngôn ngữ Nga, Kỹ thuật trong nghiệp vụ báo chí và truyền thông. Cuối những năm 1980, có đến 100.000 nhà báo Xô Viết tốt nghiệp từ Trường Đại học Báo chí Matxcơva.

#### Quá trình phát triển
Báo chí Liên Xô dần dần cải tiến thay đổi khổ báo và cách phát hành.
Nhiều báo thử nghiệm cách in những bài báo ngắn hơn và ra báo tuần.
Dưới thời Govbachev, báo chí phát triển trong việc cung cấp nhiều thông tin về quan điểm của Chính phủ về các sự kiện trong và ngoài nước. Sau khi lên nắm quyền năm 1985, Chính phủ của Govbachev đã thực hiện một chính sách cởi mở hơn để giúp nền báo chí có tính tự do hơn.
Trong Nhà nước Xô Viết, bên cạnh báo chí của toàn Liên bang còn có báo chí địa phương để phân phối đến các tỉnh, thành phố, quận, huyện của Liên bang Xô Viết. Đảng Cộng sản đã tạo mọi điều kiện để các tờ báo địa phương được in ấn và phát hành bằng tiếng địa phương của họ. Điều đó thể hiện tính chất của báo chí thời Stalin, "hình thức mang tính quốc gia, nội dung mang tính xã hội". Tuy vậy số lượng phát hành của báo chí địa phương cũng chỉ giới hạn trong một địa phương nhất định. Mặc dù vậy, càng về sau báo chí địa phương càng phát triển hơn và thu hút được số đông công chúng.

#### Một số tờ báo lớn của Liên Xô
Pravda (Sự thật).
Tờ Pravda, cơ quan ngôn luận của Đảng Cộng sản Liên Xô, là tờ báo quan trọng và có tầm ảnh hưởng lớn nhất. Với số lượng phát hành mối ngày từ 12 đến hơn 20 triệu bản, Pravda tập trung vào những sự kiện của Đảng cũng như các sự kiện quan trọng trong và ngoài nước.
Tờ báo được sáng lập vào ngày 3/10/1908, với quan điểm trung thành với Đảng Cộng sản. Pravda được xuất bản cho đến ngày 22/8/1991. Tờ báo là cơ quan ngôn luận chính thức của Đảng Cộng sản Liên Xô từ năm 1912 đến năm 1991. Tờ báo có trụ sở ở Viên (Áo), Matxcơva va Xanh-Peterburg.
Website: www.pravda.ru descendant).
Sau khi Pravda bị đóng cửa bởi sắc lệnh của Tổng thống Yeltsin, những nhà báo của nó đã lập ra một tờ báo mới với khổ nhỏ hơn. Đồng thời, một phiên bản khác của Pravda cũng được phát hành trên mạng. 
Izvestia (Tin tức).
Izvestia là một tờ báo ngày có tên gọi đầu tiên là News of The Petrograd Soviet of Workers Deputes và ra đời vào ngày 13/3/1917 ở Petrograd. Ban đầu, tờ báo bộc lộ của Đảng Cộng sản Xô Viết.
Tờ báo đã trải qua tổng cộng ba lần đổi tên và đến lần thứ 3, cũng là lần cuối cùng khi Liên Xô còn tồn tại, tờ báo có tên Izvestia Sovetov Narodnykh Deputatov SSSR (gọi tắt là Izvestia).
Sau Đại hội Quốc tế II, Izvestia trở thành tờ báo chính thức của Chính phủ Liên Xô.
Izvestia trong thời đại của Liên bang Xô Viết.
Trong nền báo chí Liên Xô, trong khi Pravda là cơ quan ngôn luận chính thức của Đảng Cộng sản Liên Xô, thì Izvestia là tờ báo bộc lộ của Chính phủ và nhân dân Xô Viết, đúng như tôn chỉ của tờ báo này là tiếng nói, quan điểm của nhân dân Liên Xô.
Krokodil.
Tờ báo châm biếm, trào phúng chính trị rất được yêu thích với số lượng phát hành hơn 6 triệu bản, với những hình ảnh hoạt hình và các tin tức thuộc ý thức hệ.
Tờ báo được sáng lập năm 1922, cùng thời gian đó, có rất nhiều tờ báo khác có phong cách trào phúng, như Zanoza và Prozhektor, những tờ báo ngày nay đã không còn. Nhiều tờ báo tương tự như vậy cũng xuất hiện ở các nước thuộc Liên Xô, như: Perets'/Перець ("Quả ớt") ở Ukriana, Vozhyk/Вожык ("Con nhím") của Belarút và Šluota ("Cây đậu") ở Lithuania; và một số nước XHCN ở Đông Âu, như Urzică ("Cây tầm ma") ở Romania.
Phong cách châm biếm, trào phúng không thực sự thích hợp trong xã hội Liên Xô, nhưng Prokodil vẫn được phát hành và đăng các tin quan trọng về chính trị, xã hội. Chính phong cách của tờ báo lại đem đến sự mới me, sáng tạo cho nền báo chí Liên Xô.
Có nhiều những nhà báo xuất sắc đã từng cộng tác với tờ báo, như: Vladimir Mayakovsky, Kukriniksy, và Yuliy Ganf. Trong số những tác phẩm của Vladinir Mayakovsky, có 5 câu chuyện tình hư cấu được đăng trên tạp chí Krokodil được xem là trào phúng của trào phúng.
Krokodil ngày nay.
Sau khi Liên Xô sụp đổ, tờ báo cũng ngừng xuất bản, nhưng được phát hành lại vào năm 2005 dưới dạng một tờ báo tuần có trụ sở ở Matxcơva, với Tổng biên tập là Sergei Mostovshchiukov. Nó đang được cân nhắc xuất bản với hình thức của báo chí Xô Viết.
Một số tờ báo khác là Trud (Lao động), Komsomolskaya Pravda (Sự thật Komsomol), Krasnaya Zvezda (Sao đỏ), tờ báo quân sự viết về quân đội Nga. 

## Phát thanh
Yuri Levitan đã trở thành tiếng nói của Chính phủ Liên Xô trong suốt Thế chiến II khi anh là người phát thanh cho mọi tin tức quan trọng trên đài phát thanh.
Phát thanh cũng như mọi lĩnh vực khác của truyền thông Liên Xô, ra đời và phát triển dưới sự lãnh đạo của Đảng Cộng sản. Ủy ban truyền hình và phát thanh Xô Viết chịu trách nhiệm về cả truyền hình và phát thanh của Liên Xô.
Có rất nhiều chương trình khoa học và văn hóa được phát sóng. Bên cạnh tuyên truyền đường lối và chính sách của Đảng Cộng sản, phát thanh Liên Xô còn định hướng cho người dân về nghĩa vụ và lòng trung thành của họ đối với Đảng và Nhà nước Xô Viết. Mỗi ngày đài phát sóng gần 1400 giờ với khoảng 70 thứ tiếng đi khắp cả nước.
Chính phủ không hoàn toàn kiểm soát nền phát thanh Liên Xô. Phát thanh, cũng như các lĩnh vực truyền thông khác, có vai trò rất quan trọng đối với Chính phủ trong thời kỳ Thế chiến II cũng như trong thời kỳ Chiến tranh lạnh.

### Truyền hình
Truyền hình Liên Xô được phân chia thành: truyền hình trung ương, cộng hòa và địa phương.

#### Lịch sử
Truyền hình Liên Xô ra đời năm 1938, ban đầu chỉ có trụ sở ở Matxcơva và Lêningrad.

#### Quá trình phát triển
1934: Tháng 10, chiếc Tv đầu tiên được sản xuất với màn hình 3x9 cm.
15/11, TV phát sóng có âm thanh lần đầu tiên ở Matxcơva.
1935: 15/10, bộ phim đầu tiên được chiếu.
1938: 9/3, cuộc phát sóng thử nghiệm từ Matxcơva đến Shabôlốpka.
25/3, bộ phim hoàn chỉnh đầu tiên có tên "The Great Citizen" (Người dân vĩ đại).
7/6, phát sóng thử nghiệm ở Lêningrad.
1945: 15/12, Đài truyền hình Matxcơva phát sóng đều đặn trở lại sau Thế chiến II.
1948: 4/11, Đài truyền hình Matxcơva.
1949: 29/6, chương trình ghi hình truyền hình đầu tiên, là một trận đấu 
bóng đá từ sân vận động Dinamo.
1950: 24/8, thử nghiệm phát sóng tầm xa từ Matxcơva đến Ryazan.
Vì sự rộng lớn của Liên Xô nên việc phát sóng truyền hình gặp rất nhiều khó khăn. Đầu tiên là việc phủ sóng qua những dãy núi cao và những dãy rừng taiga ở Đông Âu. Thứ hai là về thời gian. Lãnh thổ Liên Xô có đến 11 múi giờ, do đó phát sóng chương trình đến các vùng xa mất rất nhiều thời gian. Dân số cũng là một vấn đề khi không ngừng tăng lên. Bên cạnh đó, Liên Xô cũng phải tiếp sóng cả chương trình từ Vácsava, Ba Lan.

#### Các đài truyền hình Liên Xô
Igor Kirillov là gương mặt đại diện của Channel 1 (Đài 1), đài truyền hình số một của Liên Xô. Ông luôn tạo nên sự độc đáo cho những chương trình của mình. Liên Xô có 4 đài truyền hình chính. Các đài truyền hình còn lại là: All Union Programme (Đài truyền hình Liên bang), The Moscow Programme (Đài truyền hình Matxcơva) phát sóng chủ yếu ở Matxcơva, và The Fourth Programme (Đài truyền hình Thứ Tư). Không phải đài truyền hình nào cũng phủ sóng toàn nước Nga. Nhiều địa phương chỉ bắt được sóng Đài 1 và Đài truyền hình Liên bang.
Chương trình.
Chương trinh truyền hình rất phong phú, đa dạng, bao gồm tin tức, tài liệu, nghiên cứu, phim và chương trình dành cho thiếu nhi. Nhiều sự kiện thể thao lớn như bóng đá và hockey trên băng được tường thuật trực tiếp. Chương trình được phát sóng ở Liên Xô và các nước XHCN Đông Âu.
Các chương trình được sản xuất thường không dài, có một ngoại lệ là bộ phim "Seventeen moments of Spring" (Mùa xuân tuổi mười bảy), một chương trình dài 12 phần, sau này đã trở thành một bộ phim được yêu thích.

#### Hãng tin
TASS là hãng tin lớn nhất của Liên Xô, ngày nay chính là hãng tin ITAR-TASS lừng lẫy của nước Nga.